# Erling Andersen
Erling Andersen (født 11. februar 1958 i Haderslev) er en dansk embedsmand i SKAT, der som chef for SKAT København spillede en central rolle og stod i spidsen for den særlige arbejdsgruppe, som afgjorde tidligere statsminister Helle Thorning-Schmidts skattesag.
Erling Andersen var ansat i told- og skattevæsenet flere steder i Jylland fra 1976 til 2005. Derefter planlægningsdirektør i SKAT i Nordsjælland og København, og i 2008 direktør for SKAT København. Fra 2013-2014 indsatsdirektør i SKAT. Undervejs formand for tjenestemændene i skat og told fra 1986 til 1998 samt andre organisatoriske og faglige tillidshverv.
Tilbage i efteråret 2011 fremsatte Erling Andersen anklager til den nye S-ledede regering om, at der havde været alvorlige forsøg på magtfordrejning i behandlingen af Helle Thorning-Schmidts skattesag. Han anklagede Troels Lund Poulsen og departementschef Peter Loft for uretmæssigt at have forsøgt at påvirke eller omgøre skatteafgørelsen. Anklagerne mod Troels Lund Poulsen og Peter Loft blev senere afvist af den såkaldte Skattesagskommission, og Erling Andersen måtte den 11. november 2014 forlade sit job som direktør i SKAT med øjeblikkelig virkning.
Kritikken fra Skattesagskommissionen var bl.a. at han havde bidraget med "urigtige oplysninger" til Folketingets Ombudsmand samt viderebragt fortrolige oplysninger om Stephen Kinnocks seksualitet. I forbindelse med fyringen udtalte direktør Jesper Rønnow Simonsen: 
| Citat                                   | — Den rejste kritik er ikke forenelig med den vigtige opgave, ledelsen i SKAT har med at genopbygge tillid til organisationen og dens generelle omdømme. | Citat |
| Jesper Rønnow Simonsen, direktør i SKAT | |       |

Herefter blev han forflyttet til programchef med ansvar for at styrke samarbejdet mellem SKAT og skatteadministrationer inden for organisationen OECD, EU og Norden. Han har derudover tidligere skabt heftig debat om nakkefoldsscanninger med bogen »Vi havde valgt Jakob fra« om sin handicappede søn, der har Downs syndrom.

## Politisk karriere
Tidligere har Erling Andersen både været formand for Danmarks Socialdemokratiske Ungdom (DSU) i Haderslev og opstillet for Socialdemokraterne til  Kommunalvalget i  1978. Erling Andersen mente i forbindelse med afsløringen af forholdet, at det var fuldstændig ligegyldigt for vurderingen af en eventuel inhabilitet i behandlingen af Helle Thorning-Schmidts skattesag om han stadig måtte være socialdemokrat. Samtidig nægtede Erling Andersen at afsløre om han stadig var medlem af Socialdemokraterne.
I april 2017 meddelte Erling Andersen dog, at han stiller op for Socialdemokratiet til kommunalvalget i Ballerup Kommune i november 2017, og offentliggjorde dermed igen sit medlemskab af Socialdemokratiet. Trods sin betydelige indsats for partiet blev han dog ikke valgt, da han med kun 37 stemmer fik færrest personlige stemmer på Socialdemokratiets liste til kommunalvalget i Ballerup den 21. november 2017.